# SUGAR DARK 被埋葬的黑闇與少女
《SUGAR DARK 被埋葬的黑闇與少女》（日语：シュガーダーク 埋められた闇と少女），是日本作家新井円侍創作的輕小說，由mebae負責插畫。於角川書店The Sneaker2009年2月號開始連載，單行本全一卷。繁體中文版由台灣角川發行；简体中文版由天闻角川发行，湖南美术出版社出版，沿用台湾角川译本，因中国大陆出版审查所限，简中版将书名改为《SUGAR DARK 被埋葬的黑暗》。
由第14回（2009年）Sneaker大賞〈大賞〉，「新井碩野」名義作品《SUGAR DARK -Digger&Keeper-》改名而成。是自2003年《涼宮春日的憂鬱》以來，再度得到大賞之作品。

## 概要
少年穆歐魯，因冤罪被捕，被判處終身監禁。他被帶到共同灵園，每天都過着挖墳墓的生活。某天夜晚，他遇見自稱守墓者的梅麗亞，深受吸引。其來，一名神秘孩子卡拉斯告訴他，他挖的墳墓是用來埋葬不死怪物「黑闇」，正當心神混亂之際，他看到了梅麗亞遭黑闇殘殺的場面……

## 登場人物
穆歐魯‧里德
本作的男主角，16歲，囚犯5722號。
因冤罪被捕，被帶到共同靈園挖掘墳墓，並認識到梅麗亞(守墓者)和卡拉斯(KARASU)。被捕前是一名挖戰壕的步兵，又稱『戰場地鼠』。
死去的父親是名石匠，有兩名哥哥。
梅麗亞‧瑪斯‧葛雷布
本作的女主角，守墓者，14歲。
擁有茶褐色長頭髮，湛藍的眼睛的少女。總是穿著深藏青色連帽外套。
卡拉斯
卡拉斯是烏鴉（KARASU）的化名，性別不詳。經常能出奇不意地出現在主角面前，
把主角稱為「地鼠先生」，所以主角也以莫古拉(地鼠)自稱。
達利貝多爾
共同靈園的管理人。特徵是沒有鼻子。
杜芬
共同靈園的看守犬，負責看守囚犯，曾被瑪麗亞養育，十分優秀。是一隻黑狗。
瑪麗亞
上一任的守墓者，十分愛謢梅麗亞，但因受不了痛苦，在陽光下自殺。

## 用語
黑闇（The DARK）
不死的怪物，專門殘殺人類。在陽光下不能活動，因此只在夜晚出沒。
人類可以把牠們埋葬，但不能殺死牠們。
共同靈園（Mass grave）
其中一個埋葬黑闇的地方，一般市民並不知道其存在。
守墓者（Grave keeper）
把「擁有力量的黑闇」的一部份注入體內的人類，可令黑闇停止活動。

## 輕小說
| 卷數 | 角川書店      | 角川書店               | 台灣角川      | 台灣角川               | 天闻角川       | 天闻角川               |
| ---- | ------------- | ---------------------- | ------------- | ---------------------- | -------------- | ---------------------- |
| 1    | 2009年12月1日 | ISBN 978-4-04-474804-3 | 2010年7月28日 | ISBN 978-986-237-774-1 | 2010年12月20日 | ISBN 978-7-5356-4128-1 |

## 漫画
漫畫由大岩Kendi作畫，於《Young Ace》2010年7月號開始連載，由Kadokawa Comics A（角川書店）發售。
| 卷數 | 角川書店       | 角川書店               |
| ---- | -------------- | ---------------------- |
| 1    | 2010年11月4日  | ISBN 978-4-04-715556-5 |
| 2    | 2011年3月4日   | ISBN 978-4-04-715640-1 |
| 3    | 2011年8月4日   | ISBN 978-4-04-715750-7 |
| 4    | 2012年3月3日   | ISBN 978-4-04-120122-0 |
| 卷數 | 台灣角川       | 台灣角川               |
| 1    | 2011年10月22日 | ISBN 9789862874295     |
| 2    | 2012年2月22日  | ISBN 9789862875681     |
| 3    | 2012年4月12日  | ISBN 9789862876718     |
| 4    | 2012年8月23日  | ISBN 9789862878972     |